# Departamento de San Blas de los Sauces
Departamento de San Blas de los Sauces är en kommun i Argentina.   Den ligger i provinsen La Rioja, i den norra delen av landet, 1 100 km nordväst om huvudstaden Buenos Aires.
Omgivningarna runt Departamento de San Blas de los Sauces är i huvudsak ett öppet busklandskap. Runt Departamento de San Blas de los Sauces är det mycket glesbefolkat, med 3 invånare per kvadratkilometer.